# Leucaena pueblana
Leucaena pueblana là một loài rau đậu thuộc họ Fabaceae.
Loài này chỉ có ở México.
Chúng hiện đang bị đe dọa vì mất môi trường sống.